# Fiodor Archipienko
Fiodor Fiodorowicz Archipienko, Fiodar Fiodarowicz Archipienka (ros. Фёдор Фёдорович Архипенко, biał. Фёдар Фёдаравіч Архіпенка, ur. 30 października 1921 we wsi Awsimowicze w powiecie bobrujskim obecnie w rejonie bobrujskim, zm. 28 grudnia 2012 w Moskwie) – radziecki lotnik wojskowy, pułkownik, Bohater Związku Radzieckiego (1945).

## Życiorys
Był narodowości białoruskiej. Rok po jego urodzeniu rodzina przeniosła się do wsi Pobołowo w powiecie rohaczewskim (obecnie rejon rohaczowski), a w 1933 do Bobrujska, gdzie do 1938 skończył 9 klas i aeroklub. Od listopada 1938 służył w Armii Czerwonej, w 1940 ukończył wojskową szkołę lotników w Odessie, służył w lotnictwie myśliwskim Kijowskiego Specjalnego Okręgu Wojskowego. Po ataku Niemiec na ZSRR uczestniczył w walkach na froncie jako lotnik i dowódca klucza 17 pułku lotnictwa myśliwskiego, od grudnia 1942 do października 1943 zastępca dowódcy i dowódca eskadry 508 pułku lotnictwa myśliwskiego, a od października 1943 do kwietnia 1945 dowódca eskadry i pomocnik dowódcy 129 gwardyjskiego pułku lotnictwa myśliwskiego. Walczył na Froncie Południowo-Zachodnim (czerwiec 1941 – maj 1942), Briańskim (maj – lipiec 1942), Woroneskim (lipiec-październik 1942), Południowo-Zachodnim (październik–grudzień 1942), Woroneskim (grudzień 1942 – lipiec 1943), Stepowym/2 Ukraińskim (październik 1943–październik 1944) i 1 Ukraińskim (lipiec 1944 – kwiecień 1945). Brał udział w walkach obronnych na Ukrainie, w operacji woronesko-woroszyłowgradzkiej, bitwie pod Stalingradem, operacji charkowskiej, bitwie pod Kurskiem, bitwie o Dniepr, operacji kirowohradzkiej, operacji humańsko-botoszańskiej, jassko-kiszyniowskiej, lwowsko-sandomierskiej, sandomiersko-śląskiej, dolnośląskiej i górnośląskiej.
Podczas działań wojennych czterokrotnie przedostawał się z terenu okupowanego przez linię frontu, w styczniu 1943 i w czerwcu 1943 był ranny w walce powietrznej. Wykonał 467 lotów bojowych i stoczył 90 walk powietrznych, w których strącił osobiście 30 i w grupie 14 samolotów wroga. W czerwcu 1945 ukończył wyższą oficerską szkołę sił powietrznych w Lipiecku, potem służył jako pomocnik dowódcy pułku myśliwskiego w Centralnej Grupie Wojsk w Austrii, w 1951 ukończył Akademię Wojskowo-Powietrzną w Monino i został dowódcą pułku szkolnego w wojskowej szkole lotniczej w Nowosybirsku. W 1952 został instruktorem techniki pilotażu w 58 Korpusie Lotnictwa Myśliwskiego w Leningradzkim Okręgu Wojskowym (w Tallinie), 1955–1958 pracował jako starszy inspektor w Zarządzie Wojskowych Instytucji Edukacyjnych Sił Powietrznych, a 1958–1959 starszy lotnik-nawigator w wojskowej szkole lotniczej w Jejsku, w lipcu 1959 zakończył służbę w stopniu pułkownika. Później pracował na lotnisku Wnukowo, następnie inżynier w przedsiębiorstwach obronnych, starszy inżynier-ekonomista w Ministerstwie Lotnictwa Cywilnego ZSRR, inżynier w Ministerstwie Przemysłu Lokalnego ZSRR i szef działu w Ministerstwie Budownictwa Wiejskiego RFSRR, w 1968 ukończył Moskiewski Instytut Inżynieryjno-Ekonomiczny. Po ukończeniu instytutu pracował w Ministerstwie Gospodarki Rolnej ZSRR i jako starszy inżynier w truście należącym do Ministerstwa Łączności ZSRR. Został pochowany na Cmentarzu Trojekurowskim w Moskwie.

## Odznaczenia
- Złota Gwiazda Bohatera Związku Radzieckiego (27 czerwca 1945)
- Order Lenina (27 czerwca 1945)
- Order Czerwonego Sztandaru (trzykrotnie, 20 stycznia 1943, 17 lipca 1944 i 25 kwietnia 1945)
- Order Wojny Ojczyźnianej I klasy (11 marca 1985)
- Order Wojny Ojczyźnianej II klasy (26 lutego 1943)
- Order Czerwonej Gwiazdy (26 października 1955)
- Medal „Za zasługi bojowe” (20 czerwca 1949)
- Medal za Odwagę
- Medal „Za zwycięstwo nad Niemcami w Wielkiej Wojnie Ojczyźnianej 1941–1945”
- Medal „Za obronę Kijowa”
- Medal „Za obronę Stalingradu”
- Medal „Za zdobycie Budapesztu”
- Medal „Za zdobycie Wiednia”
- Medal „Za wyzwolenie Pragi”
- Medal „Za wyzwolenie Warszawy”
- Medal „Za zdobycie Berlina”
- Medal „Weteran pracy”
- Medal „Weteran Sił Zbrojnych ZSRR”
- Medal Żukowa

I inne.